# La Jauca
La Jauca es una localidad y pedanía española perteneciente al municipio de Serón, en la provincia de Almería. Está situada en la parte oriental del valle del almanzora. A dos kilómetros del límite con la provincia de Almería, cerca de esta localidad se encuentran los núcleos de Jauca Alta, Pilancón, El Hijate y Los Gallardos.

## Demografía
Según el Instituto Nacional de Estadística de España, en el año 2023 La Jauca contaba con 14 habitantes censados.